# Ars (Vézère)
Der Ars (auch Petite Vézère genannt) ist ein Fluss in Frankreich, der im Département Corrèze in der Region Nouvelle-Aquitaine verläuft. Er entspringt als Ruisseau de l’Étang du Diable dem gleichnamigen See Étang du Diable im Gemeindegebiet von Saint-Merd-les-Oussines, entwässert generell in westlicher Richtung durch den Regionalen Naturpark Millevaches en Limousin und mündet nach rund 21 Kilometern im Gemeindegebiet von Bugeat als linker Nebenfluss in die Vézère.

## Orte am Fluss
- La Tindelière (Gemeinde Saint-Merd-les-Oussines)
- Ars (Gemeinde Pérols-sur-Vézère)
- Pérols-sur-Vézère